# Horário de Verão da Europa Ocidental
| roxa          | Horário dos Açores / Horário de Verão dos Açores (UTC-1 / UTC±0)                    |
| Azul claro    | Horário da Europa Ocidental (UTC±0)                                                 |
| Azul          | Horário da Europa Ocidental / Horário de Verão da Europa Ocidental (UTC±0 / UTC+1). |
| Vermelho      | Horário da Europa Central / Horário de Verão da Europa Central (UTC+1 / UTC+2).     |
| Amarelo claro | Horário de Kaliningrado (UTC+2).                                                    |
| Amarelo       | Horário do Leste Europeu / Horário de Verão do Leste Europeu (UTC+2 / UTC+3).       |
| Verde claro   | Horário da Turquia, Horário de Moscovo (UTC+3).                                     |

Horário de Verão da Europa Ocidental (WEST) é o esquema para haver mais tempo de luz do dia, 1 hora acima do Tempo Universal Coordenado. Este é usado nos seguintes sítios:
- Ilhas Canárias
- Ilhas Faroé
- República da Irlanda
- Dependências da Coroa do Reino Unido
- Madeira
- Portugal Continental
- Reino Unido

O horário de Verão da Europa Ocidental também é conhecido por outros nomes:
- Horário de Verão Britânico (BST) no Reino Unido.
- Hora Padrão Irlandesa (IST) na Irlanda. Também é por vezes referido erradamente como Horário de Verão Irlandês.

O esquema é usado entre o último Domingo de Março e o último Domingo de Outubro de cada ano. Quer no início, quer no fim dos esquemas, o relógio muda à 1h00 UTC. Durante o Inverno, é usado o horário GMT (UTC+0).

## Uso
Os seguintes países e territórios usam o Horário de Verão da Europa Ocidental durante o verão, entre a 1h00 do último Domingo de Março e a 1h00 do último Domingo de Outubro:
- Ilhas Canárias, regularmente desde 1980 (o resto de Espanha usa o Horário da Europa Central (UTC+2)
- Ilhas Faroé, regularmente desde 1981
- República da Irlanda
  - 1916-1939 Verão IST
  - 1940-1946 Todo o Ano IST
  - 1947-1968 Verão IST
  - 1968-1971 Todo o Ano IST
  - 1972- Verão IST
- Portugal
  - 1977-1992 Hora da Europa Ocidental
  - 1993-1995 Hora Central Europeia
  - 1996- Hora da Europa Ocidental (excepto os Açores, UTC)
- Reino Unido
  - 1916-1939 Verão BST
  - 1940-1945 Todo o Ano BST (1941–1945 Verão BDST=BST+1)
  - 1946 Verão BST
  - 1947 Verão BST (1947 Verão BDST=BST+1)
  - 1948–1968 Verão BST
  - 1968–1971 Todo o Ano BST
  - 1972- Verão BST

### Portugal
Portugal passou a ter o Horário da Europa Central e o Horário de Verão da Europa Central em 1992, mas regressou à Hora da Europa Ocidental em 1996, concluindo que o anterior horário poderia criar distúrbios nos hábitos de sonos das crianças, ao não estar escuro pelas 22h00 ou 22h30 nas noites de Verão, com repercussões no desempenho escolar, e que as companhias de seguro reportavam um elevado número de acidentes.

## Horário de Verão em Portugal
O Horário de Verão em Portugal foi adoptado desde 1916, sendo que desde então não houve horário de Verão em 14 anos. O período de vigência foi bastante variado até 1997, quando o Parlamento Europeu uniformizou o horário de Verão na Europa.
Actualmente, o Horário de Verão em Portugal verifica-se a partir do último domingo de Março até ao último domingo de Outubro e corresponde ao Horário de Verão da Europa Ocidental.